# روث بلوم
روث بلوم (بالألمانية: Ruth Blum) (و. 1913 – 1975 م) هي كاتِبة، من سويسرا، توفيت في شافهاوزن، عن عمر يناهز 62 عاماً.